# Aconitum tschangbaischanense
Aconitum tschangbaischanense är en ranunkelväxtart som beskrevs av S.H.Li och Y.H. Huang. Aconitum tschangbaischanense ingår i släktet stormhattar, och familjen ranunkelväxter. Inga underarter finns listade i Catalogue of Life.